# Prawo Avogadra
Prawo Avogadra (znane też jako hipoteza Avogadra) – prawo fizyki sformułowane przez Amadea Avogadra, które brzmi:
| W tych samych warunkach fizycznych tj. w takiej samej temperaturze i pod takim samym ciśnieniem, w równych objętościach różnych gazów znajduje się taka sama liczba cząsteczek. |

W warunkach normalnych jeden mol gazu doskonałego zajmuje objętość 22,415 dm³ (jest to jego objętość molowa). Dla gazów rzeczywistych objętość ta nieco się różni.
Prawo Avogadra jest prawem przybliżonym, którego zakres stosowalności zależy od podobieństwa porównywanych gazów rzeczywistych do gazu doskonałego. Prawo Avogadra można wyprowadzić wykorzystując równanie Clapeyrona.